# 胎生

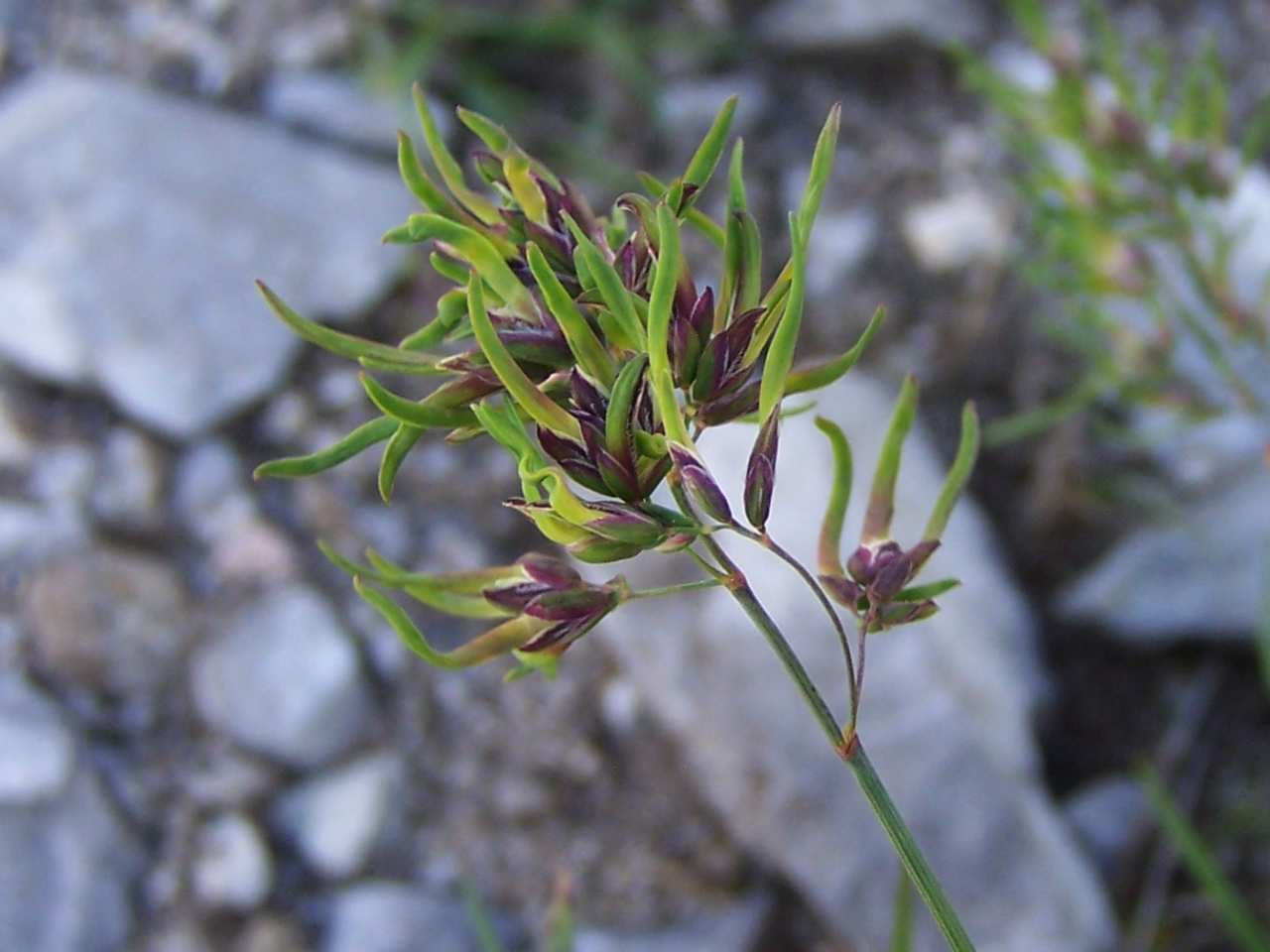
高山早熟禾（Poa alpina）表现出植物的胎生现象，種子未脱离母株就已经萌发。

胎生（英语：Viviparity；拉丁语：Viviparious，词根来自vivus生命）可用来形容一些动物与植物的繁衍方式，但两者的定义并不直接相关。包括人类在内的哺乳动物一般爲胎生。

## 概论
以动物来说，胎生是指受精卵在母体的子宫内发育为胎儿並從母体中出生。胚胎通过诸如卵黄囊及胎盘等结构自母体获得营养，直至出生时为止。大部分哺乳類動物如猴、虎、牛、羊等為胎生，單孔目的針鼴和鴨嘴獸則為卵生。藍鯨是世界上最大的胎生動物。有一些毒蛇（如蝮蛇、海蛇）介於卵生和胎生之間，發育期間營養則由蛋黃提供，被稱為卵胎生。
以植物来说，则是指种子成熟后还未脱离母株即在子房（果实）内发芽的现象，芽苗生长到一定程度后才脱离母株。和动物胎生不同的是，这里的种子并不靠母株供给营养，而是以种子内胚乳所储藏的营养来发育。

## 文化
佛教也有胎生的說法，认为是四种出生方式即四生之一，包括胎生、卵生、濕生、化生。佛教的胎生和生物学上的定义基本相同。